# Adam Czerniaków

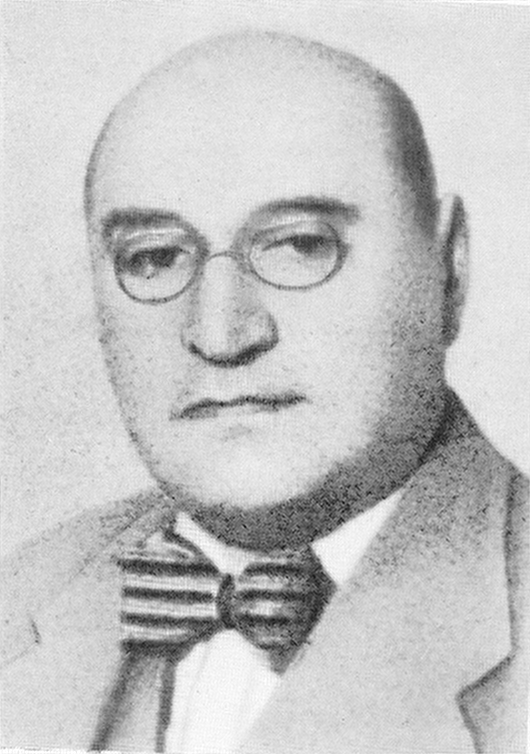
Adam Czerniaków (vor 1939)

Adam Abram Czerniaków (geboren am 30. November 1880 in Warschau, Russisches Kaiserreich; gestorben am 23. Juli 1942 ebenda) war ein polnischer Ingenieur, Politiker und von 1931 bis 1939 polnischer Senator. Während der deutschen Besetzung Polens war er von 1939 bis 1942 zum Vorsitzenden des Judenrates des Warschauer Ghettos bestimmt worden, der in dieser Position Unterdrückungsmaßnahmen gegenüber der eigenen Bevölkerung durchführen musste. Als er zu Beginn der Großen Aktion am 22. Juli 1942 täglich bis zu 7000 Einwohner zur Deportation in die Vernichtungslager bereitstellen lassen sollte, entzog er sich der Mitwirkung an diesem Verbrechen gegen die Menschheit durch Suizid. Czerniaków führte bis zu seinem Tod ein Tagebuch, in dem er die Verbrechen der Deutschen an den Juden im Warschauer Ghetto festhielt.

## Leben
Czerniaków gehörte einer polnisch-jüdischen Familie an. Nach dem Besuch der Handelsschule in Warschau studierte er Ingenieurwissenschaften, zunächst von 1900 bis 1908 an der Technischen Universität Dresden und anschließend bis 1912 an der Technischen Universität Warschau. Neben dem Studium unterrichtete er ab 1908 als Aushilfslehrer an unterschiedlichen Gewerbeschulen in Warschau und war schließlich von 1912 bis 1918 hauptberuflich als Handwerkslehrer tätig. Zusätzlich wirkte er im Zentralverband jüdischer Handwerker in Polen mit und verfasste zahlreiche Berufshandbücher.
Als Student hatte sich Czerniaków politisch engagiert und die Wiedererlangung der Unabhängigkeit Polens unterstützt, dessen östliche Regionen einschließlich der Hauptstadt Warschau seit 1795 zum Russischen Kaiserreich gehörten und weitreichenden Restriktionen ausgesetzt waren. 1909 wurde er von russischen Behörden wegen seiner politischen Aktivitäten inhaftiert. Nach seiner Freilassung und der tatsächlichen Unabhängigkeit Polens 1918 erhielt Czerniaków von 1919 bis 1921 eine leitende Stelle im neu geschaffenen Verkehrsministerium, war von 1922 bis 1925 Direktor der polnischen Vertretung des JDC und von 1925 bis 1928 Geschäftsführer einer Genossenschaftsbank. Zwischen 1922 und 1928 leitete er außerdem Wiederaufbaumaßnahmen in zahlreichen polnischen Städten, die im Polnisch-Sowjetischen Krieg zerstört worden waren. 1927 wurde Czerniaków in den Warschauer Stadtrat gewählt, dem er bis 1934 angehörte. 1931 wurde er zudem in den polnischen Senat gewählt, dem er wiederum bis zum Überfall Deutschlands auf Polen und dem Ausbruch des Zweiten Weltkrieges 1939 angehörte. Einer seiner größten Kritiker war zeit seines Lebens Emanuel Ringelblum.
Nach der Kapitulation der Stadt Warschau gegenüber der Wehrmacht wurde Czerniaków ins von den deutschen Besatzern geschaffene Warschauer Ghetto verbracht. Am 4. Oktober 1939 ernannte man ihn zum Vorsitzenden des 24 Mitglieder umfassenden Judenrates, einer Art Ältestenrat, der zur Umsetzung der deutschen Anordnungen und Befehle im Ghetto gezwungen wurde. Am 22. Juli 1942, zu Beginn der Großen Aktion im Rahmen der Aktion Reinhardt, erhielt Czerniaków von Hermann Höfle den Befehl, durch den Judenrat für eine sofortige „Umsiedlung“ Listen von täglich 7000 Einwohnern des Ghettos erstellen zu lassen, die „in den Osten“ deportiert werden sollten. Andernfalls wurde mit der Erschießung mehrerer hundert Geiseln einschließlich seiner Ehefrau und Angehöriger des Ältestenrates gedroht. Der junge Ghettobewohner Marcel Reich-Ranicki war Schreibkraft des Judenrates und hatte die Anweisungen Höfles zu notieren und ins Polnische zu übersetzen.
Wie sich später herausstellen sollte, war mit „dem Osten“ das Vernichtungslager Treblinka gemeint. Im Laufe des 22. Juli gelang es Czerniaków, einige wenige Ausnahmen für Krankenhausmitarbeiter, Ehegatten von Fabrikarbeitern und einigen Berufsschülern zu erhalten, um diese vor dem sicheren Tod zu bewahren. Vergeblich war beispielsweise jedoch seine Fürsprache für die Waisenkinder von Janusz Korczak. Am darauffolgenden Tag, dem 23. Juli 1942, nahm sich Czerniaków mit einer Zyankalikapsel das Leben. Er wollte den Ghettobewohnern ein Signal der ernsthaften Lage und der Auswegslosigkeit zeigen und sich nicht zum Werkzeug der Nationalsozialisten machen lassen sowie persönlich an der Ermordung der Ghettobewohner teilnehmen. Vor seinem Freitod hinterließ er zwei Abschiedsbriefe, einen für seine Frau, einen für seine Mitarbeiter:
„Sie verlangen von mir, mit eigenen Händen die Kinder meines Volkes umzubringen. Es bleibt mir nichts anderes übrig, als zu sterben“ und „Worthoff und seine Kollegen [vom Umsiedlungsstab] waren bei mir und verlangten, daß für morgen ein Kindertransport vorbereitet wird. Damit ist mein bitterer Kelch bis zum Rand gefüllt, denn ich kann doch nicht wehrlose Kinder dem Tod ausliefern. Ich habe beschlossen, abzutreten. Betrachtet dies nicht als einen Akt der Feigheit oder eine Flucht. Ich bin machtlos, mir bricht das Herz vor Trauer und Mitleid, länger kann ich das nicht ertragen. Meine Tat wird alle die Wahrheit erkennen lassen und vielleicht auf den rechten Weg des Handelns bringen. Ich bin mir bewußt, daß ich Euch ein schweres Erbe hinterlasse.“
Während seiner Zeit im Ghetto führte Czerniaków ein Tagebuch. Von den neun Heften fehlt eines, von dem vermutet wird, dass es ihm bei seiner Inhaftierung durch die Gestapo Anfang April 1941 abgenommen wurde; die anderen Hefte konnte seine Frau mitnehmen, als sie nach dem Tod ihres Mannes aus dem Ghetto herausgeschmuggelt wurde. Es wurde 1964 von Yad Vashem in Kanada erworben.
Das Tagebuch wurde 1979, ausführlich kommentiert von Raul Hilberg, in englischer Übersetzung herausgegeben. Eine hebräische Übersetzung war bereits 1968 veröffentlicht worden, der polnische Originaltext 1972 im Biuletyn Żydowskiego Instytutu Historycznego, dem Organ des Jüdisch-Historischen Instituts Warschau. Darauf basierend erschien eine kommentierte polnische Version, die von dem polnischen Historiker Marian Fuks herausgegeben wurde. Diese Version war die Grundlage der deutschen Fassung des Tagebuches (siehe unten).
Reich-Ranicki hat ein Kapitel seiner Autobiografie Czerniaków gewidmet. Es trägt den Titel Ein Intellektueller, ein Märtyrer, ein Held.

## Filme
2001 wurde Czerniaków im dokumentarisch orientierten Spielfilm Der Aufstand von Donald Sutherland verkörpert.
Für Claude Lanzmanns epische Shoah-Filmdokumentation las und kommentierte Hilberg Auszüge aus Czerniakóws Tagebuch. Am Ende der Sequenz bemerkte Lanzmann: Du warst Czerniaków. Lanzmann sah in Hilberg einen Wesensverwandten von Czerniaków, dem nüchternen Chronisten des Untergangs.

## Veröffentlichung des Tagebuches von Adam Czerniaków
- 23.7.1942–יומן גיטו וארשא : 6.9.1939. Hrsg. Nachman Blumental. Übersetzung in hebräischer Sprache mit Facsimiles des polnischen Originals, herausgegeben von Yad Vashem, Jerusalem 1968.
- Dziennik Getta Warszawskiego 6.IX.1939–23.VII.1942. Polnische Fassung des Jüdischen Historischen Instituts in Warschau, veröffentlicht im Bulletin des Instituts 1972.
- The Warsaw diary of Adam Czerniakow. Prelude to doom. Hrsg. Raul Hilberg; Stanislaw Staron; Josef Kermisz (Mitbegründer des jüdisch-historischen Instituts Warschau und Mitarbeiter von Yad Vashem), in englischer Übersetzung. In Zusammenarbeit mit der Gedenkstätte Yad Vashem. Stein and Day, New York 1979, ISBN 0-8128-2523-3, 420 Seiten, Ill. (englisch), Nachdruck Ivan R. Dee Publisher 1999, ISBN 1-56663-230-7, 444 S.  Es handelt sich um eine Ausgabe mit einer wissenschaftlichen Einführung durch Josef Kermis und einer durch Raul Hilberg und Stanislaw Staron. Die Ausgabe beruht auf der polnischen Fassung aus dem Jahr 1972. Dem Text sind Erklärungen Hilbergs und seiner Mitautoren angefügt.
- Adama Czerniakowa Dziennik getta warszawskiego : 6. IX. 1939–23. VII. 1942. Staatlicher Wissenschaftsverlag, Warschau 1983. Hrsg. Marian Fuks, wissenschaftlich kommentierte polnische Version mit einem Vorwort von Israel Gutman.
- Im Warschauer Getto. Das Tagebuch des Adam Czerniaków 1939–1942. Vorwort Israel Gutman. Übersetzung Silke Lent. Beck, München 1986, ISBN 3-406-31560-7. (Verschiedene Auflagen, zuletzt als Taschenbuch Beck Verlag, München 2013, ISBN 978-3-406-62949-5). Basiert auf der von Marian Fuks herausgegebenen und bearbeiteten polnischen Version mit einem Vorwort von Israel Gutman 1983 in Warschau. In dieser deutschen Ausgabe sind, wie die deutsche Übersetzerin Silke Lent in ihrer Vorbemerkung schreibt, die sehr ausführlichen Anmerkungen Marian Fuks nur in gekürzter Form übernommen.